# Belichtung (Physik)
Die lichttechnische Größe der Belichtung (englisch luminous exposure) ist definiert als die über eine gegebene Zeitspanne {\textstyle \Delta t} insgesamt empfangene Lichtmenge {\textstyle \mathrm {d} Q_{\mathrm {v} }} pro Flächenelement {\textstyle \mathrm {d} A}. Äquivalent dazu ist die Definition als die über die Zeitspanne aufsummierte (integrierte) Beleuchtungsstärke {\displaystyle E_{\mathrm {v} }}: 
{\displaystyle H_{\mathrm {v} }={\frac {\mathrm {d} Q_{\mathrm {v} }}{\mathrm {d} A}}=\int _{\Delta t}E_{\mathrm {v} }(t)\mathrm {d} t\,}.
Ihre SI-Einheit ist die Luxsekunde, lx·s.
Die radiometrische Entsprechung der Belichtung ist die Bestrahlung.